# Oratorio di Santa Croce (Borutta)
L'oratorio di Santa Croce è un edificio religioso situato a Borutta, centro abitato della Sardegna nord-occidentale. Consacrato al culto cattolico, fa parte della parrocchia di Santa Maria Maddalena, arcidiocesi di Sassari.
Edificato nel XII secolo e pesantemente rimaneggiato fino alla metà del Novecento, era l'originaria rettoria del paese dedicata a santa Maria Maddalena, titolo dell'attuale parrocchiale.

L'edificio, un tempo sede della omonima confraternita, funse saltuariamente da sede cattedrale per gli ultimi vescovi di Sorres, in particolare col vescovo Stefano Ardizzone, che possedeva una casa nella villa di Borutta dal 1432. Di un certo interesse l'abside romanica e un arco sostenuto da semicolonne a fasci tortili in stile gotico-catalano.